# Поборский, Карел
Ка́рел По́борский (чеш. Karel Poborský; род. 30 марта 1972, Йиндржихув-Градец) — чешский футболист, игравший на позиции полузащитника. Провёл свыше ста матчей за сборную Чехии, что является вторым результатом сборной. Был знаменит своей футбольной техникой.

## Биография
Поборский начал играть в профессиональный футбол в клубе «Ческе-Будеёвице», а позже в «Виктории Жижков» и «Славии Прага», где играл со своим соотечественником и партнёром по сборной Патриком Бергером.
Поборский был одним из ряда игроков чешской сборной, игравшими на ЕВРО-1996, который покинули Чехию после турнира, чтобы играть в другой стране. В июле 1996 года он подписал контракт с «Манчестер Юнайтед», но из-за растущей звезды Дэвида Бекхэма, Поборский продержался на Олд Траффорд лишь полтора сезона. Тем не менее он получил медаль за победу в Премьер-лиге, выиграв её с клубом в сезоне 1996/97, сыграв 22 из 38 матчей и забив 4 гола, а также помог «красным дьяволам» достичь полуфинала Лиги Чемпионов.
В январе 1998 года он уехал в чемпионат Португалии, присоединившись к «Бенфике», где он был в своей лучшей форме, играя вместе с Жуаном Пинту, и мгновенно став одним из лучших игроков клуба и чемпионата, а также любимцем болельщиков.
После ряда впечатляющих выступлений, Поборский переехал в Италию, в январе 2001 года, подписав контракт с «Лацио», играющим в Серии А. Однако в июле 2002 года он вернулся на родину, подписав контракт с ФК «Спарта Прага», где он стал самым высокооплачиваемым футболистом, игравшим в Чехии. Впоследствии он вернулся в свой первый клуб, «Динамо (Ческе-Будеёвице)». Карел завершил карьеру 28 мая 2007 года после матча против своего бывшего клуба «Славия Прага».

## Сборная
- Первый матч провёл 23 февраля 1994 года в матче против сборной Турции 1:4 (Стамбул)[5]
- Последний матч: 22 июня 2006 года против Италии на ЧМ-2006[5].

## Достижения

### Командные
- Чемпион Чехии: 1995/96, 2002/03, 2004/05
- Обладатель Кубка Чехии: 2003/04
- Чемпион Англии: 1996/97
- Обладатель Суперкубка Англии: 1996
- Вице-чемпион Европы: 1996
- Бронзовый призёр чемпионата Европы: 2004

### Личные
- Футболист года в Чехии: 1996
- Входит в состав символической сборной по итогам чемпионата Европы 1996 года (по версии УЕФА)
- Лучший ассистент чемпионата Европы (2): 1996[6], 2004[7]

## Статистика по сезонам
| Сезон     | Клуб                     | Чемпионат | Чемпионат | Кубок | Кубок | Еврокубки | Еврокубки |
| Сезон     | Клуб                     | Игры      | Голы      | Игры  | Голы  | Игры      | Голы      |
| --------- | ------------------------ | --------- | --------- | ----- | ----- | --------- | --------- |
| 1991-1992 | Динамо (Ческе-Будеёвице) | 26        | 0         |       |       |           |           |
| 1992-1993 | Динамо (Ческе-Будеёвице) | 29        | 7         |       |       |           |           |
| 1993-1994 | Динамо (Ческе-Будеёвице) | 27        | 8         |       |       |           |           |
| 1994-1995 | Виктория Жижков          | 27        | 10        |       |       |           |           |
| 1995-1996 | Виктория Жижков          | 1         | 0         |       |       |           |           |
| 1995-1996 | Славия Прага             | 26        | 11        | 2     | 0     | 11        | 2         |
| 1996-1997 | Манчестер Юнайтед        | 22        | 3         |       |       |           |           |
| 1997-1998 | Манчестер Юнайтед        | 10        | 2         |       |       |           |           |
| 1998-1999 | Бенфика                  | 19        | 5         |       |       |           |           |
| 1999-2000 | Бенфика                  | 29        | 5         |       |       |           |           |
| 2000-2001 | Бенфика                  | 13        | 1         |       |       |           |           |
| 2000-2001 | Лацио                    | 19        | 1         |       |       |           |           |
| 2001-2002 | Лацио                    | 27        | 4         |       |       |           |           |
| 2002-2003 | Спарта Прага             | 29        | 8         |       |       |           |           |
| 2003-2004 | Спарта Прага             | 28        | 11        |       |       |           |           |
| 2004-2005 | Спарта Прага             | 24        | 6         |       |       |           |           |
| 2005-2006 | Спарта Прага             | 6         | 1         |       |       |           |           |
| 2005-2006 | Динамо (Ческе-Будеёвице) | 14        | 8         |       |       |           |           |
| 2006-2007 | Динамо (Ческе-Будеёвице) | 12        | 2         |       |       |           |           |